# Ващилин, Николай Николаевич
Николай Николаевич Ващилин (7 апреля 1947, Локня, Великолукская область — 22 июля 2023, Санкт-Петербург) — профессиональный спортсмен, каскадёр, постановщик трюков, мастер спорта СССР по самбо (1966), с 1992 года — член Союза кинематографистов России.

## Биография
Родился 7 апреля 1947 года на станции Локня Великолукской (ныне — Псковской) области, где в эвакуации жила его бабушка. Вскоре семья переехала в Ленинград. Там Николай окончил семь классов школы № 32 и вечерний техникум авиаприборостроения. По окончании учёбы работал лаборантом в Институте электромеханики.
В 1961 году начал заниматься борьбой самбо в обществе «Труд» у А. С. Массарского. Стал мастером спорта и членом сборной молодёжной команды по дзюдо. Позже вошёл в сборную СССР.
Мастер спорта СССР по самбо с 1966 года, вице-чемпион СССР по самбо 1965, 1967 годов среди молодёжи, чемпион ЦС ДСО «Зенит» 1971 года, призёр первенств Ленинграда по дзюдо 1972—1974 годов.
В 1972 году окончил Ленинградский институт авиационного приборостроения (ныне — ГУАП).
С 1973 по 1985 год — доцент, кандидат педагогических наук, руководитель курса трюковой подготовки актёра в ЛГИТМиК, подготовил многих мастеров трюков. С 1985 по 1995 — доцент, проректор по учебной работе Всесоюзного института повышения квалификации руководящих работников и специалистов профессионально-технического образования.
С 1964 по 1996 год — каскадёр и постановщик трюков киностудии Ленфильм. С 1994 по 1996 годы — заместитель председателя правления киностудии ТРИТЭ Никиты Михалкова. С 1996 по 2001 годы — генеральный директор баскетбольного клуба «Спартак» (Санкт-Петербург). С 2002 по 2005 годы — PR-директор баскетбольного клуба «Балтийская звезда», в 2005 году — директор Санкт-Петербургского отделения ООО «Спортивная Россия».
Подготовил десятки каскадёров в студиях при ЛГИТМиК, Ленфильме и Союзе театральных деятелей РФ. Ставил и выполнял трюки в многочисленных кино- и телефильмах, в том числе «Стрелы Робин Гуда», «Легенда о Тиле», «Д’Артаньян и три мушкетёра», «Приключения Шерлока Холмса и доктора Ватсона» (сцена схватки Шерлока Холмса и профессора Мориарти у Рейхенбахского водопада), «Остров сокровищ».

### Съёмки фильма «Д’Артаньян и три мушкетёра»
Владимир Балон в интервью утверждает, что был постановщиком трюков в телефильме «Д’Артаньян и три мушкетёра». Однако, согласно контракту, большинство трюков разрабатывал, готовил к ним артистов и ставил постановщик трюков и каскадёр, ленинградец Николай Ващилин, а Балон — несколько сцен своих поединков с М. Боярским ставил по его просьбе и помогал ставить те сцены, где сам был в кадре.

### Отношения с В. Путиным
По словам Николая Ващилина, в молодости он обучал азам дзюдо будущего президента РФ Владимира Путина. О Путине Ващилин отзывался резко критически. По его словам, в 1982 году, когда Ващилин собирался поехать в Париж на стажировку к Бельмондо, Путин написал на него кляузу о том, что Ващилин якобы связан с бандой Сергея Суслина. В результате стажировка сорвалась. Ващилину грозила тюрьма, поэтому он написал жалобу Андропову. Разбирал дело генерал Олег Калугин, заместитель начальника УКГБ. Ващилин был оправдан, а Путина послали не в западную страну, а в ГДР. Калугина Путин с тех пор ненавидит.
По другим данным, Ващилин никогда не обучал Путина дзюдо — они ходили с будущим президентом в один клуб, но никогда не занимались вместе.

### Деятельность в последние годы
В 1980-е годы о Николае Ващилине писали многие газеты, но с начала 1990-х годов из-за разногласий с Александром Иншаковым Ващилин «выпал из обоймы», и о нём перестали писать.
С 1996 года работал в баскетбольном клубе «Спартак» Санкт-Петербург, был директором клуба.
В последние[уточнить] годы, будучи на пенсии, не занимался профессиональной деятельностью, жил в Санкт-Петербурге. Написал биографические книги о профессии каскадёра — «На территории любви Никиты Михалкова», «Мы умирали по воле режиссёров».

### Смерть
Умер 22 июля 2023 года в Санкт-Петербурге.

## Фильмография
Николай Ващилин сыграл эпизодические роли во многих фильмах, снятых с его участием в качестве каскадёра:
| Год       | Фильм                                        | Актёр                                                                          | Каскадёр                                             | Постановщик трюков |
| --------- | -------------------------------------------- | ------------------------------------------------------------------------------ | ---------------------------------------------------- | ------------------ |
| 1964      | Гамлет                                       |                                                                                | каскадёр                                             |                    |
| 1966      | Республика ШКИД                              |                                                                                | каскадёр                                             |                    |
| 1966      | Три толстяка                                 |                                                                                | каскадёр                                             |                    |
| 1968      | Интервенция                                  |                                                                                | каскадёр                                             |                    |
| 1969      | Белое солнце пустыни                         |                                                                                | каскадёр                                             |                    |
| 1970      | Король Лир                                   |                                                                                | каскадёр                                             |                    |
| 1970      | Любовь Яровая                                |                                                                                | каскадёр                                             |                    |
| 1971      | Рождённая революцией                         | официант (в 4 серии)                                                           | каскадёр                                             |                    |
| 1974      | Романс о влюблённых                          |                                                                                | каскадёр                                             | постановщик трюков |
| 1975      | Звезда пленительного счастья                 |                                                                                | каскадёр                                             |                    |
| 1975      | Стрелы Робин Гуда                            | эпизод                                                                         | каскадёр                                             | постановщик трюков |
| 1975      | Они сражались за родину                      |                                                                                |                                                      | постановщик трюков |
| 1976      | Легенда о Тиле                               | гёз и испанец                                                                  | каскадёр                                             |                    |
| 1978      | Д’Артаньян и три мушкетёра                   | гвардеец                                                                       | каскадёр                                             | постановщик трюков |
| 1978      | Сибириада                                    |                                                                                | каскадёр                                             | постановщик трюков |
| 1978      | Ярославна, королева Франции                  |                                                                                | каскадёр                                             | постановщик трюков |
| 1979—1986 | Приключения Шерлока Холмса и доктора Ватсона |                                                                                | каскадёр                                             | постановщик трюков |
| 1979      | Несколько дней из жизни И. И. Обломова       |                                                                                | каскадёр                                             | постановщик трюков |
| 1982      | Красные колокола                             | матрос с «Грома», сопровождающий Джона Рида (Ф. Неро)                          | каскадёр                                             | постановщик трюков |
| 1982      | Остров сокровищ                              | пират                                                                          | каскадёр                                             | постановщик трюков |
| 1983      | Скорость                                     | бандит, друг Гриши Яковлева                                                    |                                                      |                    |
| 1986      | Пётр Великий                                 | шведский пехотинец в бою на редуте под Полтавой                                |                                                      | постановщик трюков |
| 1986      | Проверка на дорогах                          |                                                                                | каскадёр                                             |                    |
| 1986      | Голова Горгоны                               |                                                                                |                                                      | постановщик трюков |
| 1987      | Очи чёрные                                   | купец в белом костюме, обгоняющий с цыганами телегу с персонажем М. Мастроянни |                                                      | постановщик трюков |
| 1989      | Торможение в небесах                         |                                                                                |                                                      | постановщик трюков |
| 1991      | Урга — территория любви                      | Николай (диалог с Гостюхиным на дискотеке)                                     |                                                      | постановщик трюков |
| 1992      | Мы едем в Америку                            | бандит на границе, грабящий семью персонажа Семёна Стругачёва                  | каскадёр                                             | постановщик трюков |
| 1997      | Святой                                       |                                                                                | координатор трюковых съёмок в России от Студии ТРИТЭ |                    |